# Regleringen av Linth

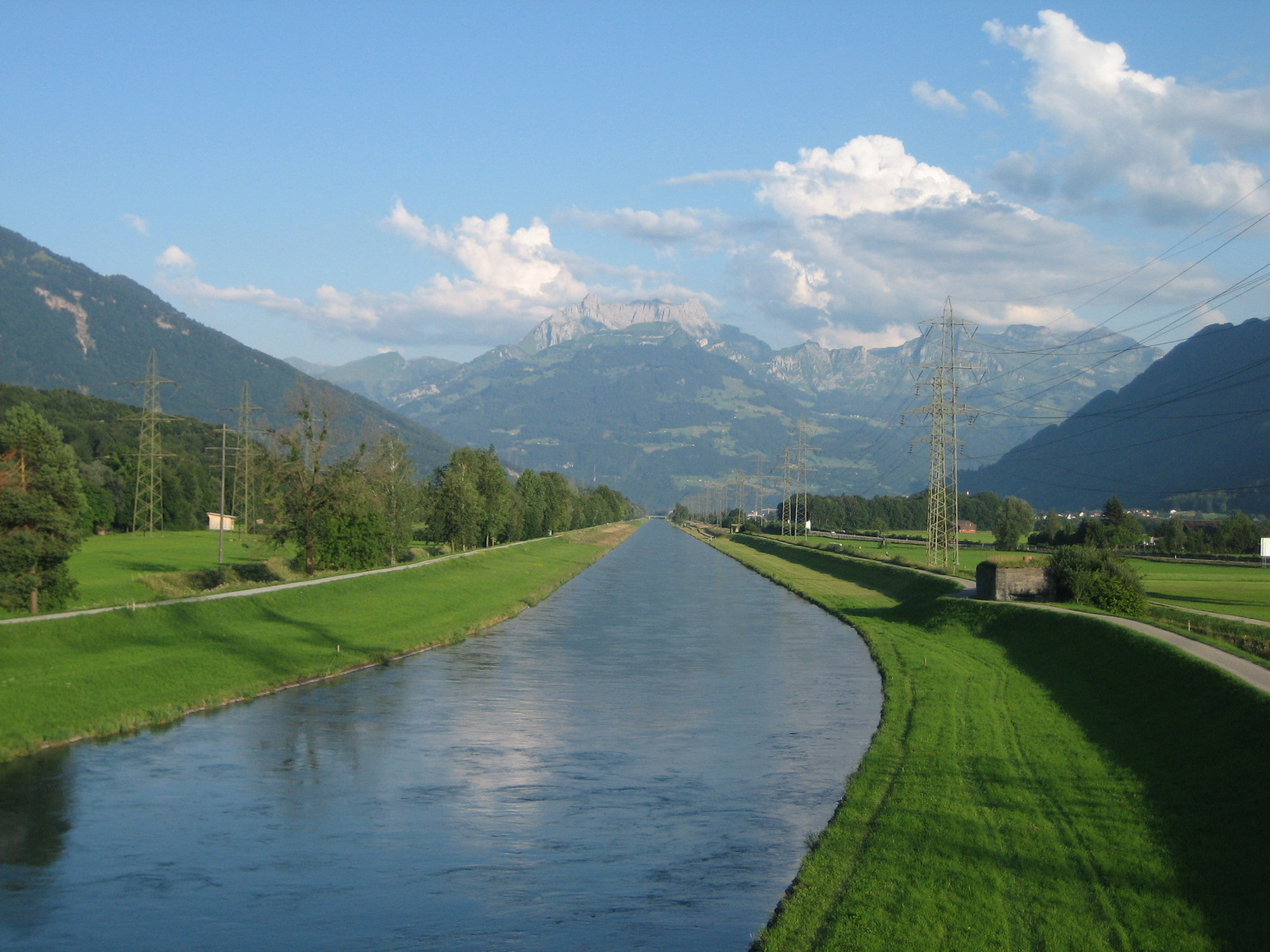
Linthkanalen vid Reichenburg.

Regleringen av Linth (tyska: Linthkorrektur) är ett vattenregleringsprojekt som utfördes mellan 1807 och 1823 i kantonerna Glarus, Schwyz och St Gallen i Schweiz.
Projektet var en av de stora ingenjörsbedrifterna i början av 1800-talet och det första stora projektet i det  nybildade schweiziska stadsförbundet. Det blev också ett exempel på solidariteten mellan kantonerna.
Floden Linth blev tidigt ett säte för den schweiziska industrialismen. Skogarna höggs ner och det medförde att material sköljdes från bergen ner i floden under vårfloden. Sand och grus sedimenterade vid sammanflödet mellan Linth och bäcken Maag, som var utlopp för Walensjön, och orsakade frekventa översvämningar. Vattennivån i sjön steg med flera meter och stora områden omvandlades till sumpmark. Under slutet av 1700-talet förvärrades situationen i nedre Glarusdalen och på slätten runt Walensjön. Jordbruket drabbades svårt, fattigdomen ökade och sjukdomar som tuberkulos och malaria spreds.
År 1783 föreslog ingenjör Andreas Lanz från Bern bygget av en kanal för att råda bot på översvämningarna.

## Projektet

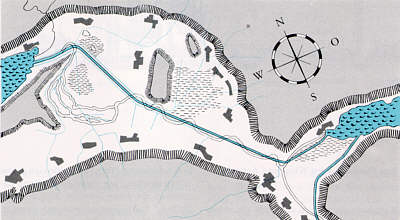
Conrad Eschers regleringsplan med kanalen i blått.

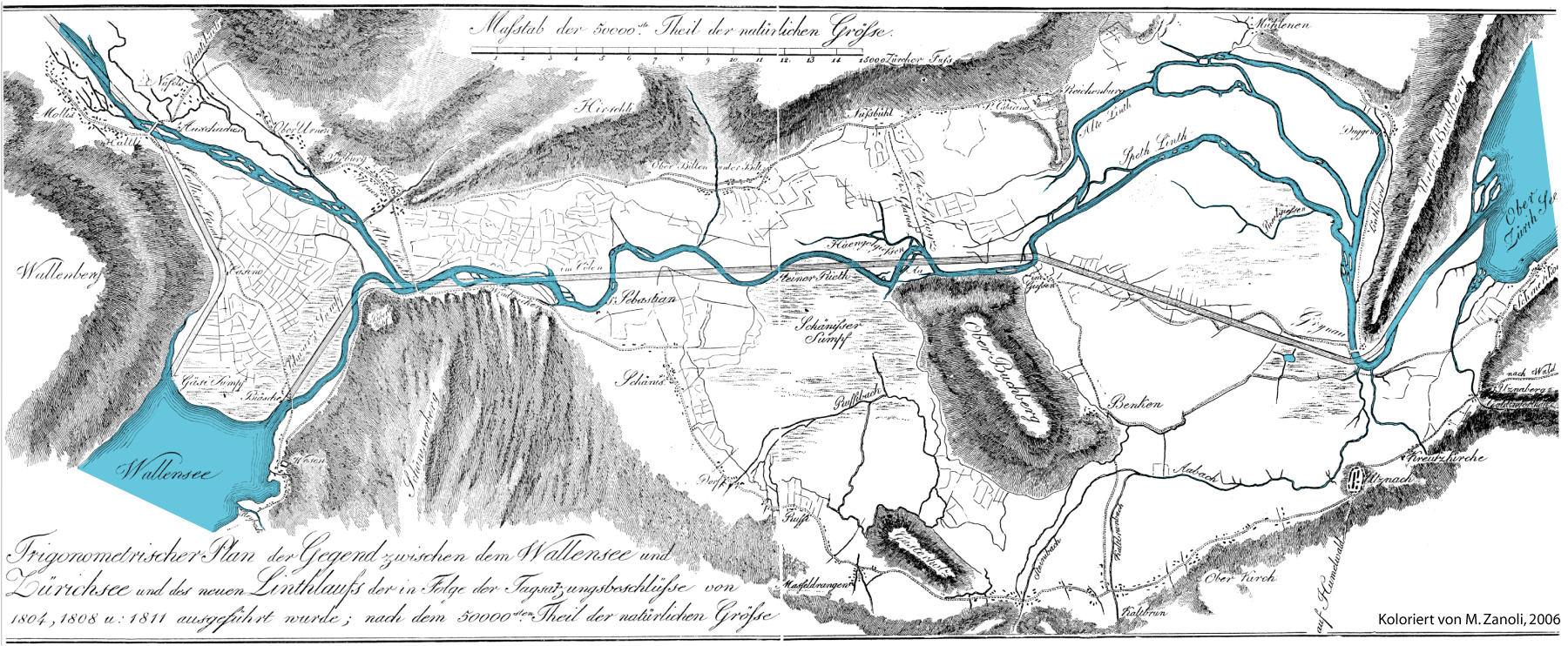
Slätten mellan Weesen och Schmerikon före och efter regleringen av floden Linth (blå), 1811.

Politikern, vetenskapsmannen, konstnären och företagsledaren Conrad Escher, som fick  tillnamnet "von der Linth", planerade och ledde bygget av den kanal som skulle lösa problemen. Molliserkanalen, som den då kallades, skulle leda floden Linth genom Walensjön, där sand och grus kunde avskiljas utan att ställa till problem. Kanalen döptes om till Escherkanalen efter sin konstruktör år 1923.

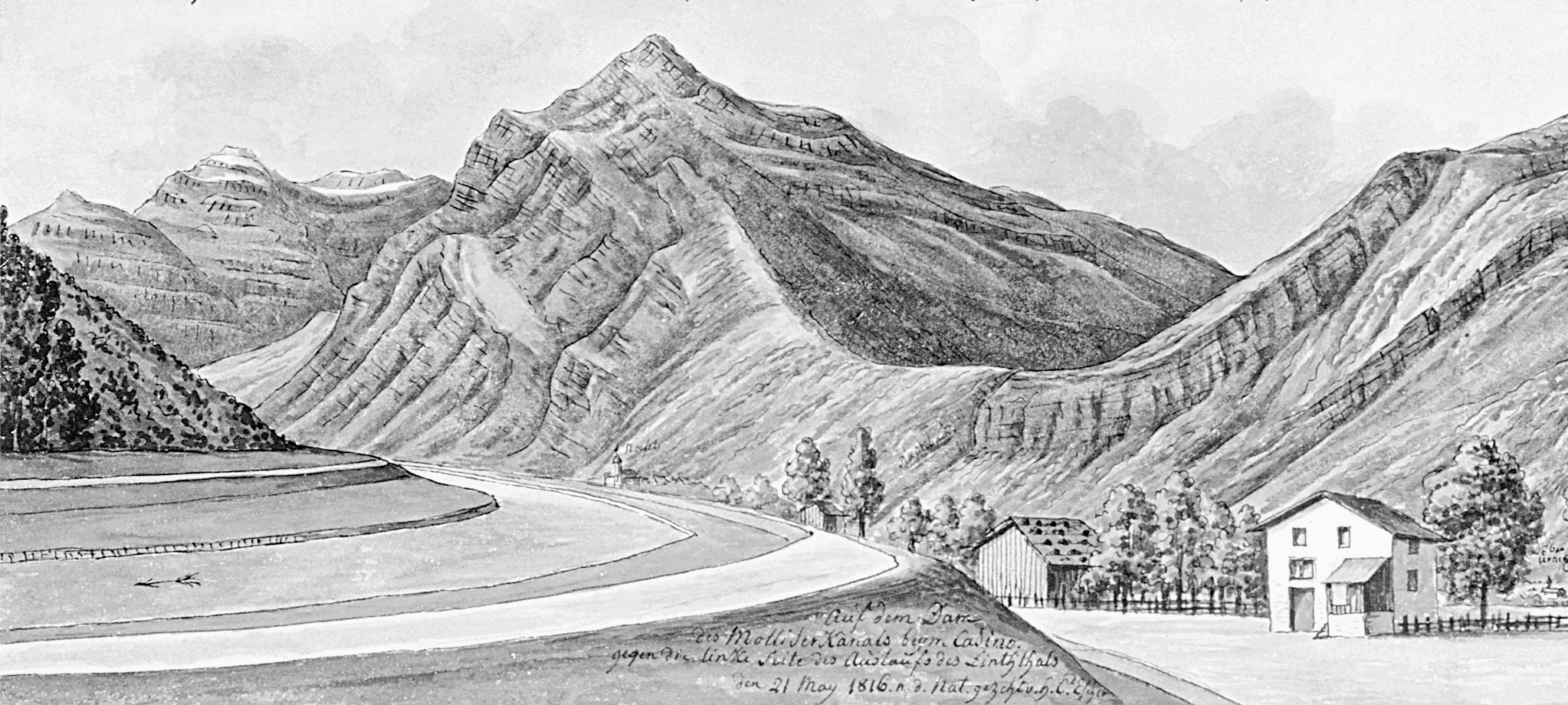
Eschers teckning av Molliserkanalen, 1816.

Genom ytterligare en kanal, Linthkanalen, leddes vattnet vidare från Walensjön till Zürichsjön istället för via Maag.
Regleringen av floden satte stopp för översvämningarna och vattennivån i Walensjön sänktes med flera meter. Sumpområdena torkade upp och marken kunde åter användas till odlingar och betesmark.

## Renovering

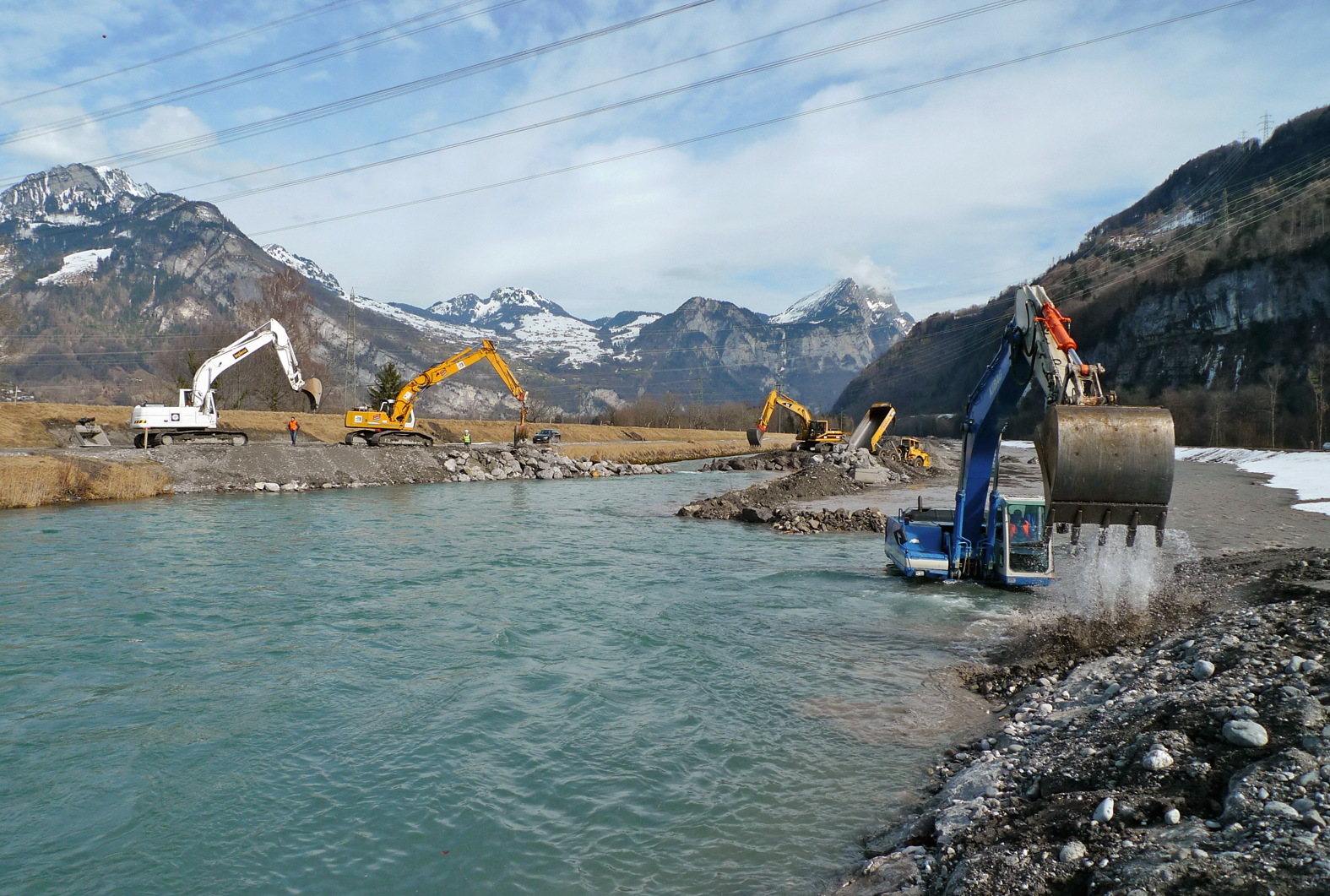
Upprensning av kanalen.

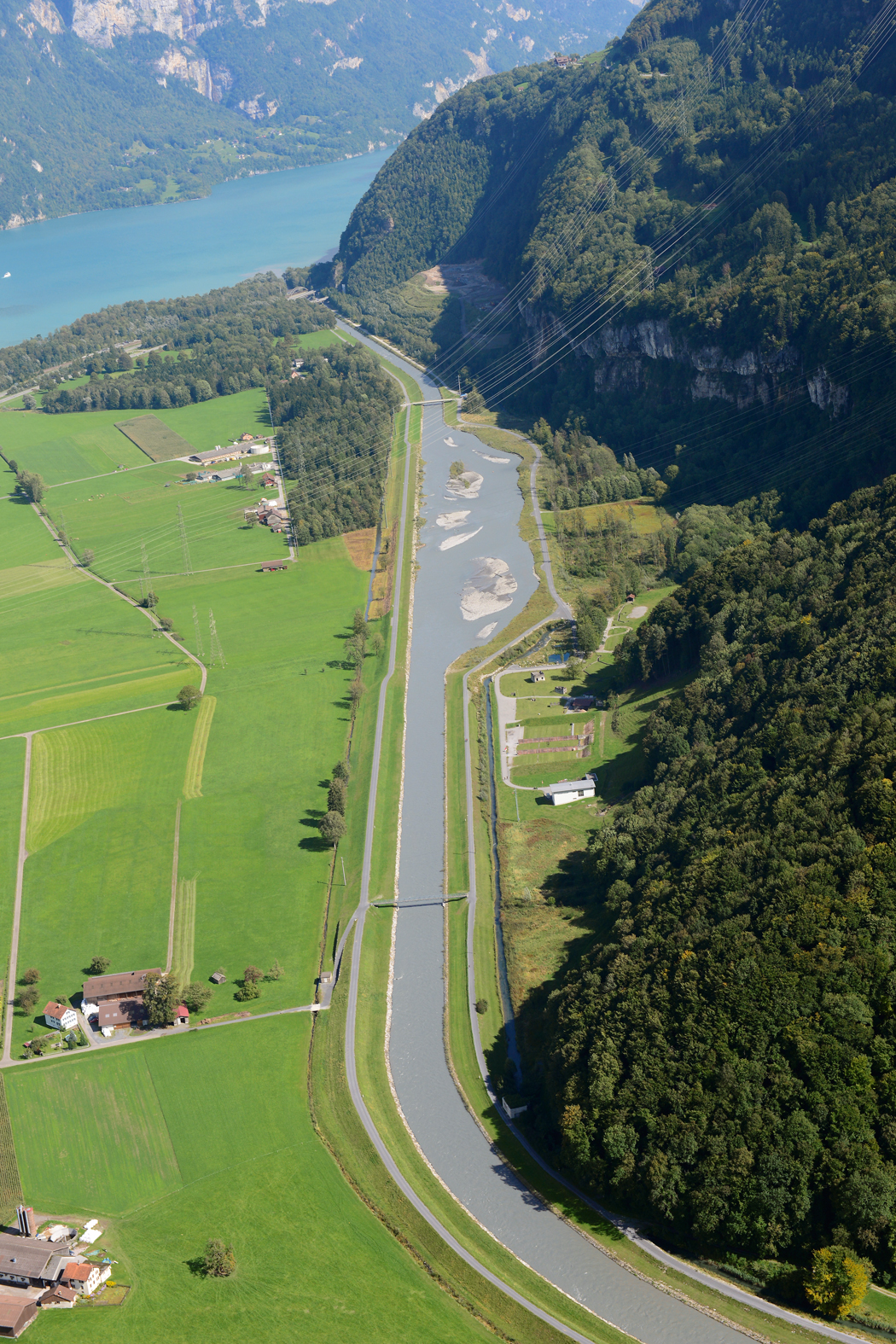
Escherkanalen efter upprustningen, 2013.

År 1999 och 2005 hotade stora vattenmängder att spränga dämningarna och myndigheterna beslöt att framtidssäkra  kanalerna 100 år framåt. Upprustningen startade år 2008 och var klar 2013.